# راغبة (اسم)
راغبة هو اسم علم مؤنث من أصل عربي، ومعناه هو المتفوقة الجيدة الخالصة في نوعها.

## وصلات خارجية
- موسوعة السلطان قابوس لأسماء العرب نسخة محفوظة 5 أبريل 2019 على موقع واي باك مشين.